# Српска православна црква Светог Георгија у Манђелосу
Православна црква Светог Георгија је богослужбени православни храм у Манђелосу код Сремске Митровице. Црква припада Епархији сремској Српске православне цркве. Црква је данас посвећена Светом Ђорђу.
Црква је споменик културе од великог значаја.

## Историјат
Црква Светог Георгија у Манђелосу грађена је на прелазу из 18. у 19. век, да би била завршена 1802. године. Иконостас је урађен у првим деценијама 19. века.
Последња обнова цркве извршена је 1980. године.

## Значај
Црква Светог Георгија је једнобродна грађевина барокне основе с олтарском апсидом на источној страни и призиданим звоником призиданим на западу.
Високи иконостас са у духу класицизма резбарио је Марко Константиновић после 1816. године. 
Зидне слике су рад непознатог уметника из 19. века. Неколико црквених икона рад су Григорија Давидовића Опшића.